# Bataille de Vienne
Pour les articles homonymes, voir Siège ou bataille de Vienne.
Deuxième guerre austro-turque
Guerre polono-turque (1683-1699)
Batailles
- Vienne
- Párkány
- Vác
- Buda (1)
- Érsekújvár
- Eperjes (en)
- Kassa
- Buda (2)
- Pécs
- Mohács
- Crimée (1)
- Belgrade (1)
- Batočina (en)
- Crimée (2)
- Niš
- Zărnești
- Kačanik
- Mytilène (en)
- Belgrade (2)
- Slankamen
- Belgrade (3)
- Îles Inousses
- Chios
- Zeytinburnu
- Azov
- Lugos
- Andros (1)
- Ulaş
- Cenei (en)
- Andros (2) (en)
- Zenta
- Podhajce
- Samothrace

La bataille de Vienne du 12 septembre 1683, sur la colline du Kahlenberg, met fin au second siège de Vienne par les Turcs.
Cette défaite majeure des Ottomans est le point de départ d'une campagne militaire de 16 ans qui permet aux Habsbourg de reprendre les territoires de Hongrie-Croatie, mettant fin à la menace ottomane en Europe centrale.

## Préliminaires

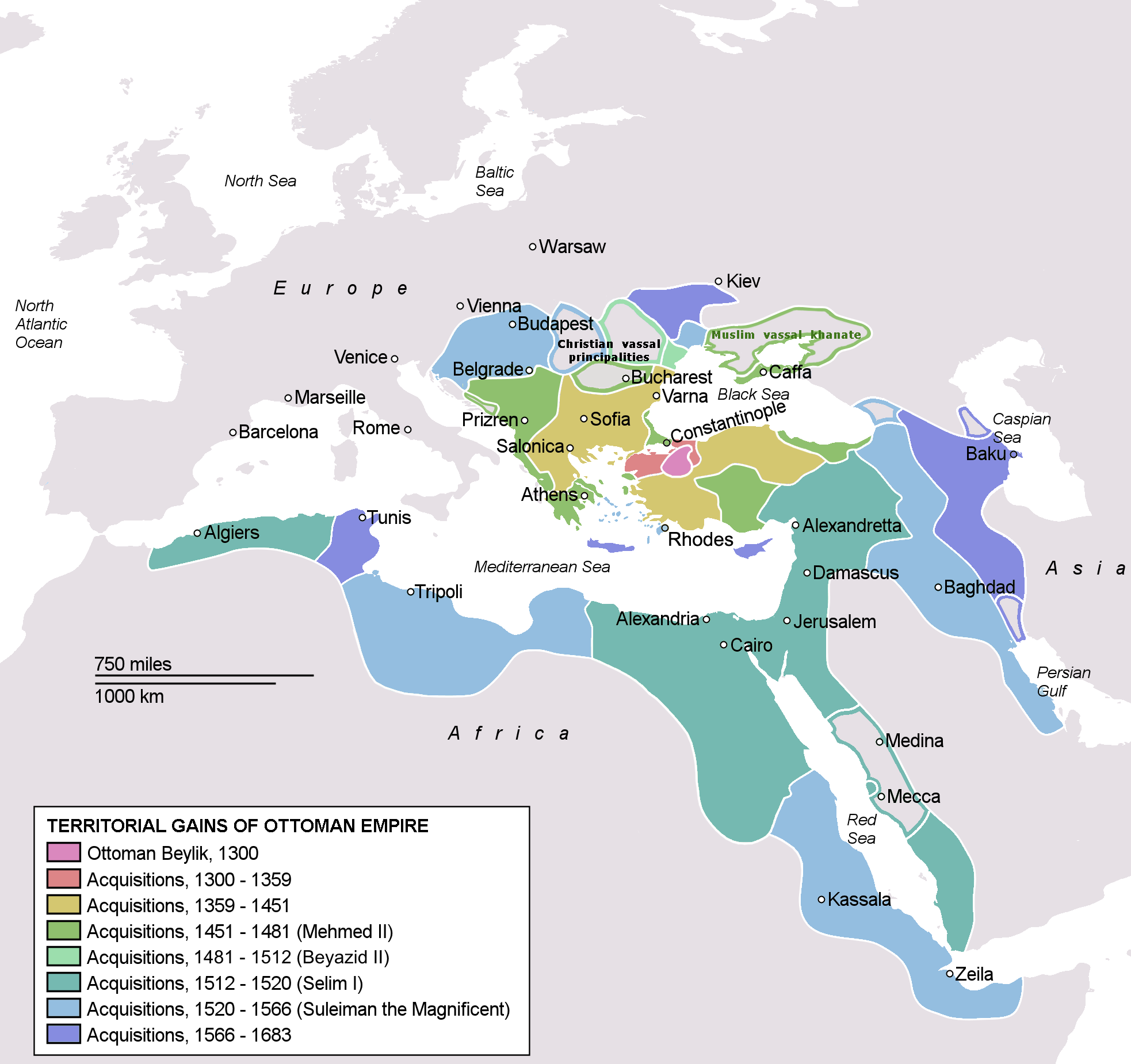
Situation géostratégique de l'Empire ottoman en 1683.

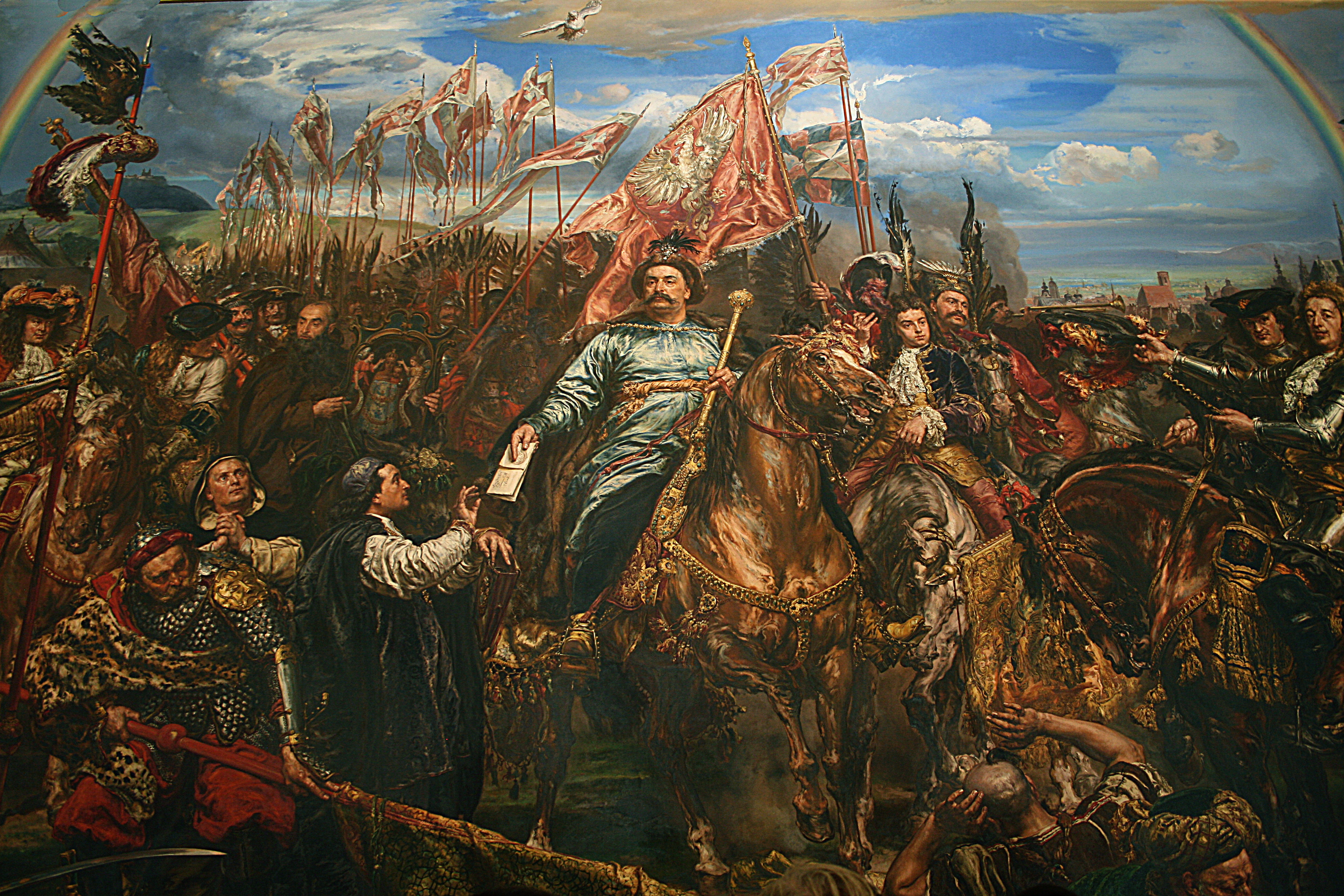
Victoire de Jean III Sobieski contre les assiégeants turcs de Vienne par Jan Matejko (1838 – 1896).

Depuis le 14 juillet 1683, la garnison de Vienne, comprenant moins de 15 000 soldats réguliers (renforcés de volontaires civils), est assiégée par une immense armée ottomane, comprenant peut-être plus de 200 000 hommes. Malgré des assauts successifs, la ville, dont les fortifications ont été efficacement organisées par Georg Rimpler (de), parvient à tenir près de deux mois, sous les ordres du général Ernst-Rüdiger von Starhemberg, et d'autres officiers tels les comtes Dupigny, Serenyi, Leslie, Kielmansegge (de), Wirtenberg (en) et Schärffenberg.
Par ailleurs, de nombreuses forteresses situées le long des lignes de communication turques restent aux mains des Impériaux (souvent composées d'unités de frontière croates et hongroises), ce qui gêne les approvisionnements ottomans. Néanmoins, au début de septembre, la ville est proche d'être investie, bien que ses défenseurs ne manifestent aucune intention de se rendre.
Au même moment, alors que l'Empereur Léopold Ier a quitté la ville avec sa famille et une grande partie des Viennois, le chef de l'armée impériale de secours, Charles V de Lorraine, repousse les tentatives ottomanes de progresser sur la rive nord du Danube et les empêche de prendre Pressbourg, mais, avec environ 20 000 hommes, il ne dispose pas d'assez d'hommes pour secourir la capitale de l'Empire autrichien. Pourtant, sous l'égide du pape et de l'empereur Léopold, une coalition se met en place. Différents princes d'États du Saint-Empire, la Bavière, la Saxe et des États de Souabe et de Franconie acceptent de fournir des contingents de soldats pour appuyer l'armée impériale. En revanche, peu menacés, les États des princes du Nord de l'Empire (Protestants, pour la plupart, donc n'étant pas touchés par l'appel du Pape) ne contribuent guère à la coalition. Surtout, cette Sainte-Alliance reçoit un renfort de poids avec le roi de Pologne Jean III Sobieski qui accepte de dégarnir la défense de son pays, non sans menacer le comte Thököly, qui dirige la Hongrie pour le compte des Ottomans, de terribles représailles s'il profite de cette situation.
Une armée composée de plus de 32 000 soldats impériaux, commandée par Charles de Lorraine, et des forces polonaises comprenant 27 000 hommes, dirigée par Jean III Sobieski, s'unissent le 31 août pour se lancer dans une offensive contre les assiégeants turcs de Vienne.
Le roi de Pologne, Jean III Sobieski, est le chef de l'ensemble des armées de secours. Au sein de l'armée impériale, deux électeurs du Saint-Empire participent à l'offensive : Maximilien-Emmanuel de Bavière et Jean-Georges III de Saxe. On trouve également parmi les principaux officiers le duc Jules-François de Saxe-Lauenbourg et l'expérimenté général Georges Frédérick de Waldeck. Parmi les jeunes nobles présents dans l'armée impériale, on peut aussi signaler Louis de Bade ou encore Eugène de Savoie, deux futurs grands généraux de l'armée impériale. L'armée polonaise, principalement composée de cavalerie, comprend aussi des commandants expérimentés comme Stanisław Jabłonowski ou plus jeunes comme Adam Sieniawski.
En face, les Ottomans comptent peut-être 250 000 hommes, dont une partie seulement participe effectivement à la bataille, sont commandés par le Grand Vizir Kara Mustafa. Selon l'historien lorrain Augustin Calmet, leurs forces se composent de 200 000  à   300 000 hommes, dont : 1 300 hommes de Diyarbakır, 14 000 d’Amadis (Amedi) et de Bagdad, 24 000 de Haute-Syrie (pachalik d'Alep), 18 000 de Basse-Syrie (pachalik de Damas), 30 000 du pachalik d’Anatolie, 18 000 de Pamphylie, 16 000 de Carie, 18 000 de l’Amasie et de la Madalie, 18 000 pour les gardes des vizirs de Scimon et Cariges, 25 000 janissaires à la solde du sultan, 12 000 janissaires de Roumélie, 30 000 sipahis, 24 000 Tatars de Crimée, 6 000 Valaques, 6 000 Moldaves, plus un grand nombre de Hongrois partisans du prince Imre Thököly.
Dans la nuit du 11 septembre, les troupes impériales, placées à la gauche, occupent la colline du Kahlenberg au nord de Vienne. Les troupes des États de l'Empire, au centre, et les Polonais, à droite, prennent progressivement position sur les hauteurs situées à l'ouest de la ville de Vienne. Les positions turques sont situées en contrebas, avec le camp principal situé au sud, une puissante redoute, la Türkenschanz au centre, et de nombreux villages fortifiés et points d'appui protégeant ces deux points. Selon le plan de l'armée chrétienne, les Impériaux, situés à gauche, doivent suivre un axe nord-sud le long du Danube afin de menacer directement la Türkenschanz par le nord. Les forces des États du Saint-Empire, au centre, doivent converger vers ce même point en progressant vers le sud-est. Enfin, l'aile polonaise (renforcée de mousquetaires impériaux), à droite, doit progresser plein est. Néanmoins, située plus loin de positions ottomanes et devant parcourir un terrain accidenté, elle ne pourra sans doute attaquer que tardivement.

## La bataille

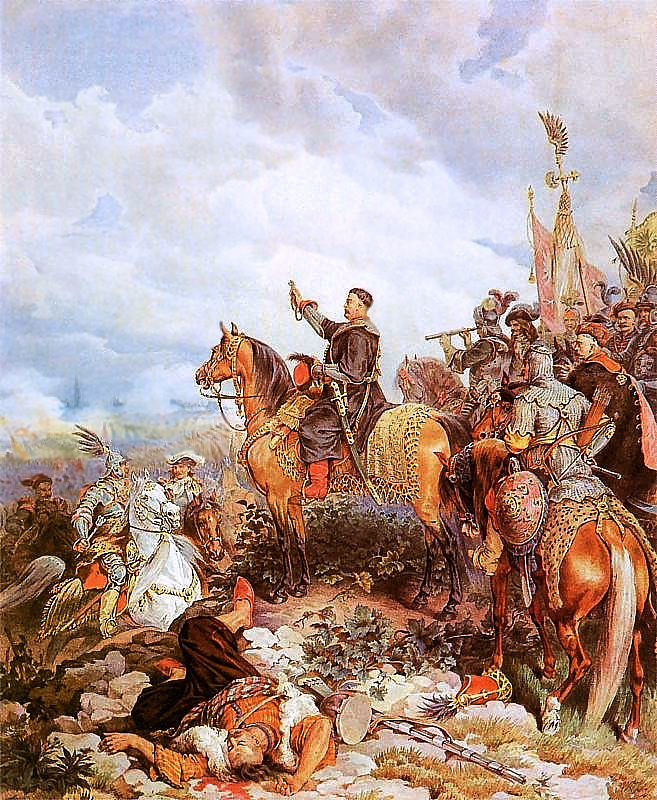
Le roi Jean III Sobieski bénit l'attaque polonaise contre les Turcs, Juliusz Kossak (1871)

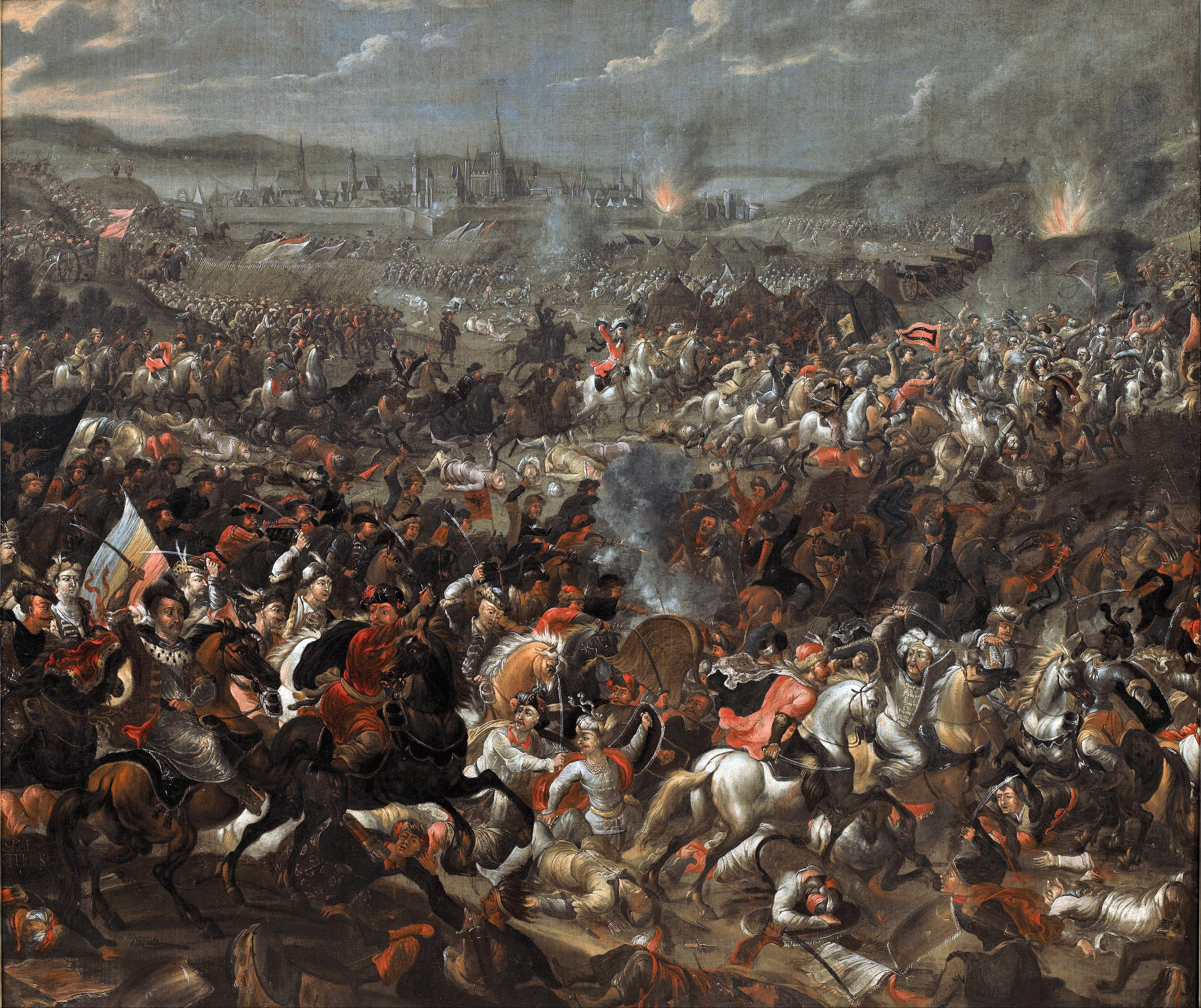
La Bataille de Vienne, par Gonzales Franciscus Casteels

À 5 heures du matin le 12 septembre, l'armée impériale à l'aile gauche et celle des princes allemands au centre avancent sur l'ennemi. À midi, après de durs combats et plusieurs contre-attaques des Ottomans, les Impériaux ont déjà fortement progressé et ont pris les villages fortifiés de Nussdorf et Heiligenstadt, se rapprochant de la Türkenschanz et infligeant de lourdes pertes à leurs adversaires. En début d'après-midi, c'est au tour des Polonais de progresser sur l'aile droite, sans toutefois engager le combat avec les Ottomans. Ils prennent position dans le village de Gersthof et occupent les hauteurs des alentours, d'où leurs cavaliers, dont les fameux hussards polonais, se préparent à attaquer. Vers 15 h 30, les troupes impériales, dirigées par Charles de Lorraine, le duc de Saxe-Lauenbourg, le duc Jean-Georges de Saxe et le général Charles-Frédéric de Waldeck, reprennent leur avance, et après de nouveaux violents combats, elles prennent les villages d'Unterdöbling et Oberdöbling, ce qui les amène juste devant la Türkenschanz (où se trouve alors le vizir Kara Mustafa) qu'elles menacent par le nord et le nord-ouest. Les mousquets des troupes du Saint-Empire déciment les unités turques qui défendent la redoute.
À 16 heures, le roi Sobieski et sa cavalerie lourde entrent en action et lancent une puissante offensive depuis les collines qu'ils occupaient. Leurs multiples charges enfoncent brutalement les lignes ottomanes et leur permettent de prendre d'assaut la Türkenschanz par l'ouest. Vers 17 heures, attaquée par trois côtés et courant le risque d'être isolée, cette position est devenue indéfendable. Le commandant turc décide alors de se replier au sud, vers son principal camp. Néanmoins, certaines troupes ottomanes commencent déjà à se débander et à quitter le terrain. Beaucoup sont taillées en pièces par la cavalerie du Roi de Pologne. La situation devient critique pour les assiégeants.
C'est à ce moment que Sobieski décide d'une charge massive contre les dernières positions turques, au sud du champ de bataille, afin de définitivement anéantir l'armée ennemie. Aux alentours de 18 heures, trois corps de cavalerie polonais et un corps impérial (20 000 hommes en tout) prennent la direction du camp du Vizir, avec le Roi et 3 000 de ses hussards ailés à leur tête. Cette charge est l'une des plus importantes de l'histoire européenne jusqu'alors. Démoralisées, les troupes ottomanes ne peuvent résister longtemps et se dispersent vite, dans un chaos épouvantable. Durant leur repli, beaucoup de soldats turcs sont tués par la cavalerie chrétienne. Kara Mustafa doit lui-même s'enfuir en hâte après avoir ordonné de tuer ses prisonniers, et sa défaite est totale. Dans la soirée, Louis de Bade entre dans la ville de Vienne à la tête de ses dragons, et est acclamé par la population. Au même moment, les Polonais procèdent au pillage du camp turc, suivis par leurs alliés le lendemain.

## Les suites
Cette bataille marque le point de départ d'une guerre de reconquête de la Hongrie. Dans l'immédiat, Charles de Lorraine remporte une victoire à Barkan et reprend plusieurs forteresses à la frontière avec l'Empire ottoman. Mais il subit un échec devant Buda en 1684 et ne peut prendre la ville que lors du siège de 1686. La guerre se poursuit ensuite pendant treize ans, marquées par les victoires de Mohács (1687) et de Zenta (1697), et qui se conclut finalement le 26 janvier 1699 par le traité de Karlowitz (en serbe Sremski Karlovci) : celui-ci cède à la couronne de Hongrie-Croatie notamment la Slavonie, la Syrmie, et la Bačka, les anciennes possessions hongroises que Soliman le Magnifique avait conquises au XVIe siècle. Après une nouvelle guerre en 1716 – 1718, Eugène de Savoie prend également le banat de Temeszvar ainsi que la ville de Belgrade, qui est reprise par les Ottomans vingt ans plus tard. Une grande partie des terres libérées des Turcs sont colonisées par des Serbes, environ 60 000, invités par l'empereur à s'installer là, en récompense des services rendus dans la lutte contre les Ottomans (voir Migrations serbes de 1690). D'autres sont ensuite colonisées par des migrants allemands, notamment le Banat et la Transylvanie.
Si après la bataille de Vienne et durant les années suivantes, la Bavière reste fidèle à l'alliance avec l'Autriche, de nombreux États s'en désengagent rapidement, comme la Pologne ou la Saxe. À l'inverse, l'électorat de Brandebourg entre dans le conflit en 1686 et envoie un contingent de huit mille hommes remarquablement entraînés. En outre, la guerre contre les Ottomans absorbe alors les forces impériales et les empêche de participer très activement à la guerre de la Ligue d'Augsbourg, ce qui explique peut-être les revers de Guillaume III d'Orange-Nassau aux Pays-Bas.

### La légende du café viennois
L'histoire raconte qu'au lendemain de la bataille les viennois découvrirent des sacs remplis de grains de café dans le camp militaire abandonné des Ottomans. Le moine Gottfried Uhlich raconte a posteriori en 1783 l'histoire fantasmée du noble polonais Jerzy Franciszek Kulczycki (en) qui aurait obtenu de l'Empereur Léopold Ier le droit de transformer les grains afin d'obtenir la boisson qu'il connaissait pour la vendre dans un bâtiment dédié,. Kolschitzky aurait donc fondé le Hof zur Blauen Flasche (le café de la bouteille bleue (en)) en 1686 ; Gottfried Uhlich le présentant comme le premier café viennois. Cependant, les historiens retracent l'autorisation d'ouverture des premiers café viennois à 1685 et à l'arménien Johann Diodato non à Kolschitzky. Néanmoins, ce sont dans ces cafés qu'apparaissent les premiers mélanges de café avec du lait : les cafés viennois qui font la renommée de la ville avec une véritable culture des cafés viennois.

## Rémanences
La fête du Saint Nom de Marie, le 12 septembre, fut instituée en la mémoire de cette victoire, les soldats chrétiens avaient invoqué le nom de la sainte Vierge avant de se lancer dans la bataille.
Une légende attestée depuis le XIXe siècle — qui connaît d'innombrables variantes — fait remonter à cette bataille l'origine du croissant de boulangerie, un kifli (kipfel à Vienne) ayant la forme de l'emblème des Ottomans vaincus, le croissant, peut-être liée à une histoire selon laquelle c'est un apprenti boulanger qui découvrit les tunnels creusés par les Ottomans, permettant leur destruction. Mais les origines de ces pâtisseries régionales semblent remonter à une période largement postérieure. Le croissant apparaît à Paris vers 1840 avec l'installation de la première Boulangerie viennoise de l'ancien officier d'artillerie autrichien August Zang.
Le groupe de power metal Sabaton raconte cette bataille dans la chanson Winged Hussars, dixième piste de l'album The Last Stand sorti en 2016.
« Vienne 1683 » est inscrit sur l'arme de l'auteur des attentats de Christchurch, Brenton Tarrant, parmi plusieurs éléments historiques censés représenter l'opposition entre le monde chrétien et musulman.

## Dans la culture
- Siege Lord 2, film réalisé par Renzo Martinelli, production italo-polonaise (Martinelli Film Company Int. & Agresywna Banda, RAI).
- Winged hussars, titre du groupe Sabaton autour de la fameuse cavalerie polonaise.